# Grammomys gigas
Grammomys gigas là một loài động vật có vú trong họ Chuột, bộ Gặm nhấm. Loài này được Dollman mô tả năm 1911.